# Nina Matviyenko
Nina Mitrofanivna Matviyenko (Oekraïens: Ніна Митрофанівна Матвієнко) (Nedilyshche, 10 oktober 1947 – 8 oktober 2023) was een Oekraïense zangeres. Ze zong veelal volksliederen, waaronder lyrische, humoristische en ballades. Onder meer zong ze Oekraïense liederen uit de zeventiende-achttiende eeuw. In 1985 ontving ze de eretitel Volkskunstenaar van Oekraïne.

## Levensloop
Nina Matviyenko werd geboren in het dorp Nedilyshche, rayon Yemilchyne, Oblast Zhytomyr, destijds gelegen in de Oekraïense SSR (hedendaags Oekraïne) in de toenmalige Sovjet-Unie. Ze voltooide haar studie Oekraïense filologie aan de Universiteit van Kiev in 1975. In 1968 trad ze toe tot de zangstudio van het Oekraïense staatsvolkskoor "Hryhory Verovka", genoemd naar Hryhory Verovka, en werd al snel een solist. In 1988 ontving ze de Taras Shevchenko Nationale Prijs van Oekraïne, een Oekraïense staatsprijs genoemd naar Taras Shevchenko.
Van 1966-1991 was ze soliste van het Oekraïens staatsvolkskoor. Vanaf 1968 was ze lid van het folktrio "Zoloti kliuchi". Sinds 1991 is ze soliste bij het nationale ensemble voor solisten Kiev Camerata. In 2012 nam ze een album op met het Kostyantyn Chechenya Early Music Ensemble.
In 1978 won ze het Oekraïense staatsconcours Jonge stemmen en in 1979 een Oekraïense televisiewedstrijd. Haar repertoire omvat tal van Oekraïense volksliederen. Matviyenko is de eerste vertolker van werken van de componisten Yevhen Stankovych, Myroslav Skoryk, Iryna Kyrylina, Hanna Havrylets en vele anderen. Ze had optredens op televisie, in tal van films en op de radio.
Ze heeft onder andere opgetreden in Mexico, Canada, de Verenigde Staten, Tsjechoslowakije, Polen, Finland, Korea, Frankrijk en Latijns-Amerika. Er bestaan van haar tal van opnames van Oekraïense volksliederen.
Nina Matviyenko overleed op 75-jarige leeftijd.

## Onderscheidingen en eretitels
Matviyenko ontving verschillende onderscheidingen, waaronder:
- 1988 Taras Shevchenko-Prijs
- 2006 Held van Oekraïne

In 1985 kreeg ze de eretitel Volkskunstenaar van Oekraïne en in 2016 werd ze ereburger van Kiev.